# Roman de război
Un roman de război este un roman în care acțiunea principală are loc pe câmpul de luptă sau în apropiere de linia frontului, cuprinzând povestea unor civili și/sau militari a căror preocupare este pregătirea de război sau recuperarea în urma acestuia. Mai este numit și ficțiune militară.